# Atelopus certus
Atelopus certus là một loài cóc trong họ Bufonidae. Chúng là loài đặc hữu của vùng Darien ở miền đông Panama.
Các môi trường sống tự nhiên của chúng là các khu rừng ẩm ướt đất thấp nhiệt đới hoặc cận nhiệt đới, các khu rừng vùng núi ẩm nhiệt đới hoặc cận nhiệt đới, và sông.